# Liste der Monuments historiques in Moncontour (Côtes-d’Armor)
Die Liste der Monuments historiques in Moncontour (Côtes-d’Armor) führt die Monuments historiques in der französischen Gemeinde Moncontour auf.

## Liste der Bauwerke
| Bezeichnung                           | Beschreibung | Standort                                           | Kennzeichnung | Schutzstatus | Datum | Bild           |
| ------------------------------------- | ------------ | -------------------------------------------------- | ------------- | ------------ | ----- | -------------- |
| Portal und Kamin des Hôtel de Kerjégu |              | 1, rue de Bel-Orient (Lage)                        | PA00089336    | Inscrit      | 1926  | weitere Bilder |
| Hôtel Veillet-Dufrêche                |              | Rue du Bourg-Neuf; 12, rue Veillet-Dufrêche (Lage) | PA00089337    | Inscrit      | 1969  |                |
| Pfarrhaus                             |              | 6, rue des Dames (Lage)                            | PA00089341    | Inscrit      | 1926  |                |
| Häuser                                |              | Rue du Docteur-Sagory (Lage)                       | PA00089338    | Inscrit      | 1964  |                |
| Kirche St-Mathurin                    |              | Place Penthièvre (Lage)                            | PA00089334    | Classé       | 1889  | weitere Bilder |
| Hôtel de Clézieux                     |              | 2, Place Penthièvre (Lage)                         | PA00089335    | Inscrit      | 1969  |                |
| Haus                                  |              | Rue du Temple (Lage)                               | PA00089339    | Inscrit      | 1972  | weitere Bilder |
| Tour Mognet                           |              | (Lage)                                             | PA00089342    | Inscrit      | 1926  | weitere Bilder |
| Porte du Faubourg Saint-Jean          |              | (Lage)                                             | PA00089340    | Inscrit      | 1926  | weitere Bilder |

## Liste der Objekte

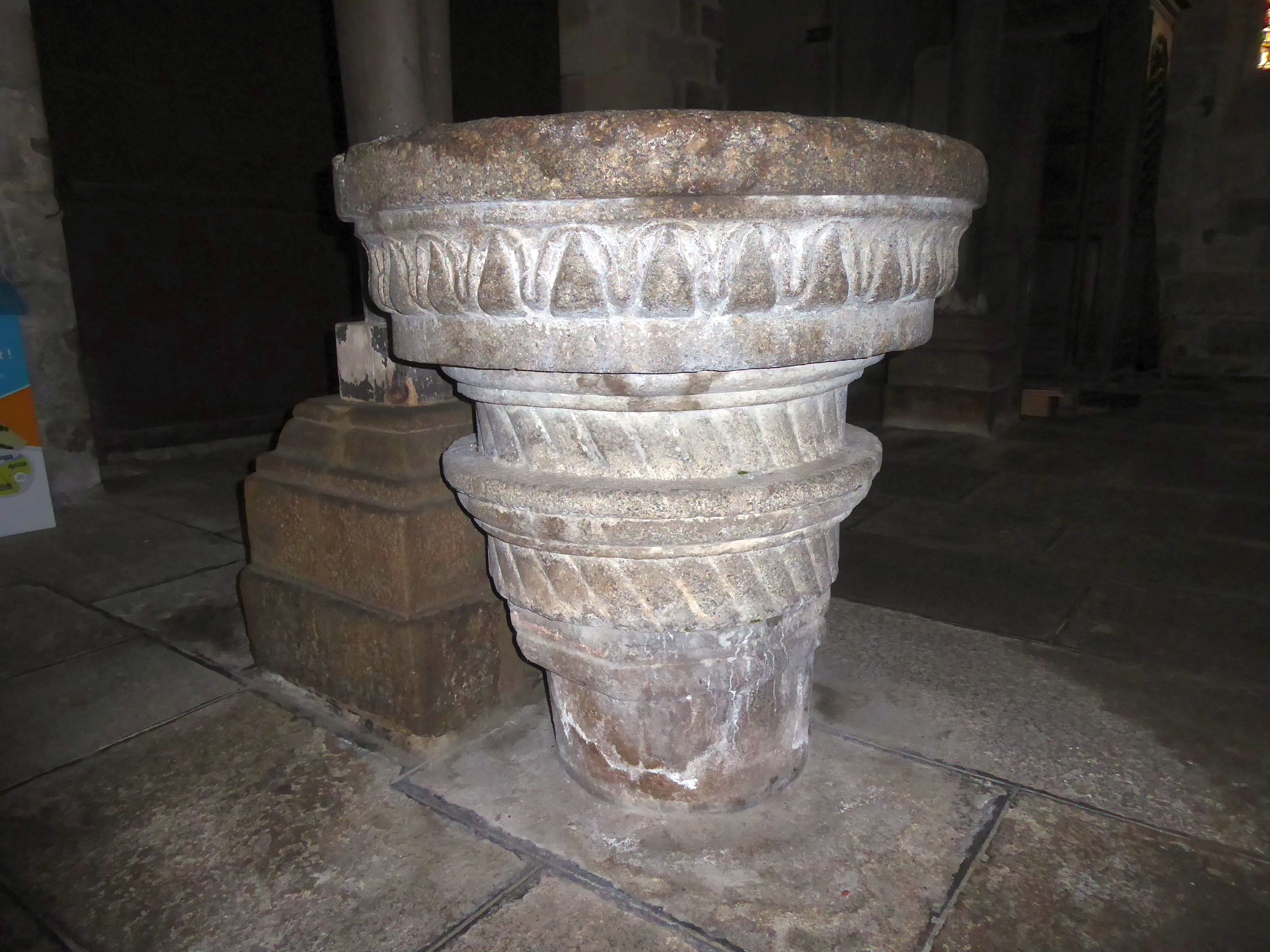
Weihwasserbecken (1645) in der Kirche St-Mathurin

- Monuments historiques (Objekte) in Moncontour (Côtes-d’Armor) in der Base Palissy des französischen Kultusministeriums